# Le Journal de Stefan
Le Journal de Stefan (Stefan’s Diaries) est une série de livres consacrée aux personnages de fiction Stefan et Damon Salvatore inspirée de la série de livres Le Journal d’un vampire et de la série télévisée Vampire Diaries ; l’auteur de la série littéraire, L. J. Smith, l’a écrit en collaboration avec Julie Plec et Kevin Williamson, les scénaristes de cette même série. Les ouvrages sont publiés aux éditions Black Moon et consacré plus particulièrement pour de jeunes lectrices.

## Synopsis
L’histoire se déroule à Mystic Falls en 1864. Stefan Salvatore et Damon Salvatore voient la fin de leur vie humaine et le début de leur vie de vampire causé par une mystérieuse jeune femme prénommée Katherine Pierce de passage dans leur ville dont ils tombèrent amoureux. Dès lors une vraie chasse aux vampires est organisée par leur père Giuseppe à Mystic Falls. C'est en aidant la belle que les deux frères se font tirer dessus par Giuseppe c'est ainsi qu'ils devinrent tous deux vampires. C'est alors qu'ils prennent tous les deux la route afin de profiter de leur nouvelle vie en tant que telle.

### Tome 1 -Les Origines
Mystic Falls, 1864.
Stefan Salvatore se résigne difficilement à épouser Rosalyn par son père Giuseppe Salvatore. Quel poids pourrait avoir un mariage forcé face à la passion que suscite la mystérieuse Katherine? en fait les parents de katherine avaient péri dans un incendie à Atlas quand leur père a su ça il a directement accepté d'héberger katherine dans leur 2e maison. Même son frère Damon semble prêt à lui succomber. Peu à peu, un triangle amoureux d'une dangereuse sensualité se dessine, à l'abri des attaques mortelles qui se multiplient dans la région. Mais l'étau de ces crimes sanglants se resserre et bientôt Stefan est directement touché... Rosalyn qui a été tué lors du barbecue pour célébrer leur fiançailles[style à revoir].
Les frères Salvatore font la connaissance de Katherine de son vrai nom Katerina Petrova, le vampire qui les transforma en 1864. Dès lors naît une rivalité entre Stefan et Damon son frère : en effet tous deux veulent être avec la belle Mlle Pierce, tandis que leur père, Giuseppe Salvatore mène une grande « chasse aux vampires » avec l’aide de Cordelia, Jonathan Gilbert, le Shérif Forbes, etc. Après leur transformation, de nombreux événements surviennent et chamboulent leurs plans…

### Tome 2 -La Soif de sang
Stefan et Damon partent pour la Nouvelle-Orléans. Tandis que le frère benjamin se nourrit allègrement de sang humain, Damon est enlevé par un dirigeant de cirque, Patrick Gallagher, qui compte bien lui faire exécuter des numéros dangereux. Pendant ce temps, Stefan rencontre Lexi, Buxton, Percy et Hugo, quatre vampires « végétariens ». Stefan va tout tenter pour sauver son frère, seulement il tombe amoureux d’une femme qui n’est autre que Callie Gallagher, fille du bourreau de Damon.

### Tome 3 -L’Irrésistible Désir
Stefan part pour New York afin de laisser derrière lui son ancienne vie de vampire tueur d'humains. Il se nourrit exclusivement de sang animal qu'il trouve dans Central Park, lieu où il réside. Un jour, en rentrant dans la grotte où il séjourne au fond du célèbre parc de New York, il trouve une jeune fille du nom de Bridget à moitié morte. Il lui donne son sang et la ramène chez elle. Sa famille, les Sutherland, accueille le jeune vampire avec beaucoup voire trop d'affection...

### Tome 4 -L’Éventreur
Vingt ans ont passé depuis la dernière fois que Stefan Salvatore a vu son frère, Damon. Vivant désormais dans une ville reculée de l’Angleterre, bien loin des souvenirs toujours présents de Mystic Falls, Stefan est fin prêt à tout recommencer. Mais lorsque des nouvelles provenant de Londres parviennent aux oreilles de Stefan, à propos d’un tueur impitoyable qui se fait surnommer « Jack l’éventreur », Stefan suspecte que les meurtres sont le fruit d’un vampire… son frère.
Regorgeant d’ombres et d’incroyables surprises, le quatrième opus de la saga « Le Journal de Stefan » marque le début de la guerre entre les frères Salvatore alors que tous deux font face à de nouvelles histoires d’amour, d’anciennes trahisons et des menaces inimaginables.

### Tome 5 -L'Asile
Pensant pouvoir prendre un nouveau départ, Stefan et Damon ont quitté l’Amérique pour s’installer en Europe, où personne ne les connaît. Mais très vite ils ont été remarqués par Samuel, un vampire aussi riche que fourbe, qui a de grandes et cruelles ambitions pour eux. Unis contre cet ennemi commun qu'ils veulent détruire à tout prix, Stefan et Damon découvrent avec horreur que la haine de Samuel à leur égard a un rapport direct avec leur passé. Avec Katherine. La fragile alliance des deux frères, toujours hantés par le souvenir de celle qu'ils ont tous deux aimés, est mise à rude épreuve. Stefan et Damon parviendront-ils à dépasser leur rivalité, pour vaincre Samuel avant qu'il mette ses terribles plans à exécution?

### Tome 6 -Manipulés
Stefan et Damon ne sont pas remis de l'attaque de Samuel. Ils trouvent refuge dans une maison de sorcières secrètes. Samuel a un plan diabolique qui dépasse la pensée des deux frères. Ils vont devoir l'arrêter...

## Personnages

### Personnages principaux
- Stefan Salvatore
- Damon Salvatore
- Katherine Pierce
- Violet Bruns
- Cora Bruns

### Personnages secondaires
Tome 1
- Giuseppe Salvatore
- Emily Bennett
- Rosalyn Cartwright
- Honoria Fells
- M. et Mme Cartwright
- Jonathan Gilbert
- Pearl
- Anna
- Cordelia
- Alfred

Tome 2
- Lexi
- Callie Gallagher
- Patrick Gallagher
- Buxton
- Percy
- Hugo

Tome 3
- Lexi
- Bridget Sutherland
- Lydia Sutherland
- Margaret Sutherland
- Winfiel T. et Mme Sutherland
- Hilda Beaumont
- Abraham Smith dit "Bram"
- Lucius

## Parution

### Parution américaine
- Tome no 1 : Stefan’s Diaries: Origins, sorti le 2 novembre 2010.
- Tome no 2 : Stefan’s Diaries: Bloodlust, sorti le 4 janvier 2011.
- Tome no 3 : Stefan’s Diaries: The Craving, sorti le 3 mai 2011.
- Tome no 4 : Stefan’s Diaries: The Ripper, sorti le 18 novembre 2011.
- Tome no 5 : Stefan’s Diaries: The Asylum, sorti le 17 janvier 2012.
- Tome no 6 : Stefan’s Diaries: The Compelled, sorti le 13 mars 2012.

### Parution française
- Tome no 1 : Le Journal de Stefan : Les Origines, sorti le 2 mars 2011.
- Tome no 2 : Le Journal de Stefan : La Soif de sang, sorti le 18 mai 2011.
- Tome no 3 : Le Journal de Stefan : L’Irrésistible Désir, sorti le 7 septembre 2011.
- Tome no 4 : Le Journal de Stefan : L'Éventreur, sorti le 9 mai 2012
- Tome no 5 : Le Journal de Stefan : L'Asile, sorti le 15 août 2012
- Tome no 6 : Le Journal de Stefan : Manipulés, sorti le 3 octobre 2012